# 2sty
2sty, właśc. Kamil Markowicz (ur. 12 października 1988), znany również jako 2styKot, Tłusty, TwoSty i TłustyKot – polski raper oraz producent muzyczny.

## Dyskografia
Albumy
| Rok                        | Dane dot. albumu                                                         | Pozycja na liście |
| Rok                        | Dane dot. albumu                                                         | POL               |
| -------------------------- | ------------------------------------------------------------------------ | ----------------- |
| 2007                       | Eskalacja prawdy (EP) - Wydany: 27 listopada 2007 - Wydawca: Skit Studio | –                 |
| 2011                       | TheRapy (oraz DJ Bidi) - Wydany: 11 marca 2011 - Wydawca: wydanie własne | –                 |
| 2013                       | Puzzle - Wydany: 26 lipca 2013 - Wydawca: Urban Rec                      | 23                |
| 2014                       | Stej Flaj - Wydany: 10 listopada 2014 - Wydawca: Prosto                  | –                 |
| 2022                       | Mały Książę - Wydany: 10 czerwca 2022 - Wydawca: Warner Music Poland     | –                 |
| „–” album nie był notowany |                                                                          |                   |

Blendtape'y
| Rok  | Dane dot. albumu                                                                              |
| ---- | --------------------------------------------------------------------------------------------- |
| 2011 | Wstaje nowy dzień (Blendtape) (oraz Diox) - Wydany: 27 grudnia 2011 - Wydawca: wydanie własne |
| 2016 | Elektryka (Blendtape) (oraz Quebonafide) - Wydany: 17 czerwca 2016 - Wydawca: QueQuality      |

Mixtape’y
| Rok  | Dane dot. albumu                                                                                       |
| ---- | --- |
| 2009 | Jamnik Mixtape - Data: 2 lutego 2009 - Wydawca: wydanie własne                                         |
| 2010 | Kilka blendów o hajsie, jointach i dupach! (oraz Małpa) - Data: 9 marca 2010 - Wydawca: wydanie własne |

Inne utwory
| Rok  | Tytuł                                                |
| ---- | ---------------------------------------------------- |
| 2012 | „Ona tańczy dla mnie (2sty Blend)” – Sobota, Weekend |
| 2012 | „Pyk pyk 3” – Mielzky, Gedz, 2sty                    |
| 2014 | „100 butelek” – 2sty, Wiz Khalifa                    |
| 2015 | „Konsekwencja”                                       |
| 2015 | „Daleko”                                             |
| 2016 | „1000 wersów”                                        |

Inne
| Rok  | Album                                           | Uwagi                                                              |
| ---- | ----------------------------------------------- | ------------------------------------------------------------------ |
| 2009 | Kilka numerów o czymś – Małpa                   | produkcja utworów „Wyjeżdżam by wrócić” i „Postaw na mnie”         |
| 2010 | All In All – Weno                               | produkcja utworu „Numer o typach jak ja”                           |
| 2011 | Linia obrony – Tymi i Roka                      | produkcja utworu „Rozliczenia”                                     |
| 2011 | Kontrasty – Projekt Ganges                      | produkcja utworu „To dla ludzi”                                    |
| 2011 | Dwa bieguny – Wiciu                             | produkcja utworu „K.A.C”                                           |
| 2012 | Fabryka snów – Karwan                           | produkcja utworu „Za najlepsze akcje”                              |
| 2012 | Swag jak skurwysyn (kompilacja)                 | rap w utworach „Stej Flaj 2” i „Czy to Ty”                         |
| 2013 | Popkiller młode wilki 2013 (kompilacja)         | rap w utworach „Stre$” i „Jeden strzał”                            |
| 2013 | Takie rzeczy – KęKę                             | produkcja utworów „Nie wiedziałaś” i „Chwila”                      |
| 2013 | Osiem kroków dalej – Enson                      | gościnnie rap i produkcja utworu „Świat jest wielki”               |
| 2014 | Swag jak skurwysyn: nowa szkoła (kompilacja)    | rap w utworze „Kula u nogi”                                        |
| 2014 | Step Records: rap najlepszej marki (kompilacja) | gościnnie rap w utworze „Podpalamy noc (Remix)”                    |
| 2014 | Gdzie wasze ciała porzucone – HuczuHucz         | gościnnie rap w utworze „Nikt” oraz produkcja utworu „Awersja”     |
| 2015 | Prosto Mixtape IV (kompilacja)                  | rap w utworach „Zdjęcie klasowe” i „Niedopowiedzenia Prosto Remix” |
| 2016 | Empire Force One – Empire Music Studio, Matheo  | gościnnie rap w utworach „Następnym razem pomyśl” i „Domówka”      |

## Teledyski
| Rok       | Tytuł | Reżyseria            | Album                              | Źródło |
| --------- | --- | -------------------- | ---------------------------------- | ------ |
| 2013      | „Kto 2 ma ten styl?” | Bidi coś kręci       | Puzzle                             | [ 32 ] |
| 2013      | „Pod prąd” | Bidi coś kręci       | Puzzle                             | [ 33 ] |
| 2013      | „Napierdalam jak chcę” | Bragga Entertainment | Puzzle                             | [ 34 ] |
| 2013      | „Więcej” (gościnnie: DJ Klasyk)                                                                                                 | Bragga Entertainment | Puzzle                             | [ 35 ] |
| 2014      | „Normalny gość” | M.L. Filmz           | Stej Flaj                          | [ 36 ] |
| 2014      | „We dwoje” | M.L. Filmz           | Stej Flaj                          | [ 37 ] |
| 2015      | „Wyjście z bloków” (gościnnie: Tede)                                                                                            | M.L. Filmz           | Stej Flaj                          | [ 38 ] |
| 2015      | „Stylik, Bang!” | MadEye               | –                                  | [ 39 ] |
| Gościnnie | |                      |                                    |        |
| 2013      | „1 liga” – JodSen (gościnnie: 2sty, Gedz)                                                                                       | JodSen               | Wielkie sny                        | [ 40 ] |
| 2014      | „Podpalamy noc remix” – Spinache (gościnnie: 2sty, Gedz, Kajman)                                                                | Evil Eye Studio      | Step Records: rap najlepszej marki | [ 41 ] |
| 2014      | „Ożywcza bryza” – Cira (gościnnie: 2sty)                                                                                        | –                    | Niewidzialny celebryta             | [ 42 ] |
| Inne      | |                      |                                    |        |
| 2013      | „Jeden strzał” – 2sty, Bonez, Golin, Gonix, Kuba Knap, Kuban, Mam Na Imię Aleksander, Praktis, Supran, TomB, Wiciu, Zioło Zioło | 9MM Filmz            | Popkiller młode wilki 2013         | [ 43 ] |
| 2014      | „Stre$” | Albena Video         | Popkiller młode wilki 2013         | [ 44 ] |